# Тавуларис, Дионисиос
Дионисиос Тавуларис (греч. Διονύσιος Ταβουλάρης; 1839, Закинф — 1928, Афины) — видный греческий театральный актёр, театральный деятель, один из пионеров афинского театра XIX века.

## Биография
С 12 лет он участвовал в любительских спектаклях. Дебютировал на театральной сцене в 1858 году в Константинополе.
С 1866 года играл в Афинах в труппе П. Суцаса, с 1875 года возглавил труппу «Менандр»; в 1901—1908 годах был в составе труппы «Королевского театра», вскоре после этого покинул сцену.  В 1903 году эмигрировал в США, где безуспешно пытался основать театральную труппу.
Д. Тавуларис — один из ведущих актёров греческого театра 1870—1890-х годов. Обладал красивой внешностью, был склонен к декламационной манере исполнения, к внешнему пафосу. Искусство Тавулариса отразило переход от классического театра к романтическому. С особым успехом выступал в ролях современных ему греческих драматургов.

## Избранные роли
- Император Константин («Фауста» Д. Вернардакиса),
- Пигмалион («Галатея» Василиадиса),
- Митрос («Возлюбленный пастушки» Коромиласа),
- Тирезий («Эдип-царь» Софокла),
- Гамлет, Отелло; Юлий Цезарь (о. п. Шекспира),
- Эрнани (о. п. Гюго) и др.